# Vilar do Torno e Alentém
Vilar do Torno e Alentém é uma freguesia portuguesa do município de Lousada, com 4,57 km² de área e 1295 habitantes (censo de 2021). A sua densidade populacional é 283,4 hab./km².

## História

### Santa Maria de Vilar do Torno
A freguesia de Santa Maria de Vilar do Torno, comarca de Felgueiras, no extinto concelho de Santa Cruz de Riba Tâmega, era abadia da apresentação do ordinário. Civilmente tem anexa a freguesia de Alentém, desde 1834. Da diocese de Braga passou para a do Porto em 1882. Comarca eclesiástica de Amarante - 2.º distrito (1907). Primeira vigararia de Lousada (1916; 1970).

## Demografia
A população registada nos censos foi:
| Distribuição da População por Grupos Etários | Distribuição da População por Grupos Etários | Distribuição da População por Grupos Etários | Distribuição da População por Grupos Etários | Distribuição da População por Grupos Etários |
| -------------------------------------------- | -------------------------------------------- | -------------------------------------------- | -------------------------------------------- | -------------------------------------------- |
| Ano                                          | 0-14 Anos                                    | 15-24 Anos                                   | 25-64 Anos                                   | > 65 Anos                                    |
| 2001                                         | 275                                          | 277                                          | 759                                          | 136                                          |
| 2011                                         | 214                                          | 178                                          | 783                                          | 167                                          |
| 2021                                         | 174                                          | 141                                          | 724                                          | 256                                          |

## Património
- Torre de Vilar